# IC 5233
IC 5233 је спирална галаксија у сазвјежђу Пегаз која се налази на листи објеката дубоког неба у Индекс каталогу.
Деклинација објекта је + 25° 45' 49" а ректасцензија 22h 36m 33,0s. Привидна величина (магнитуда) објекта IC 5233 износи 13,9 а фотографска магнитуда 14,7. IC 5233 је још познат и под ознакама UGC 12106, MCG 4-53-7, CGCG 474-10, IRAS 22341+2530, KARA 975, KAZ 297, PGC 69290.